# Apatura laeta
Apatura laeta är en fjärilsart som beskrevs av Charles Oberthür 1906. Apatura laeta ingår i släktet Apatura och familjen praktfjärilar. Inga underarter finns listade i Catalogue of Life.